# الباسكية (سوهاج)
قرية الباسكية هي إحدى القرى التابعة لمركز البلينا بمحافظة سوهاج في جمهورية مصر العربية. حسب إحصاءات سنة 2006، بلغ إجمالي السكان في الباسكية 11739 نسمة، منهم 5360 رجل و6379 امرأة.